# Federação de Futebol da República Islâmica da Mauritânia
A Federação de Futebol da República Islâmica da Mauritânia (em francês: Fédération de Football de la République Islamique de Mauritanie) administra e organiza o futebol na Mauritânia, no norte da África, sendo responsável pela Seleção Mauritana de Futebol. É filiada à CAF, à FIFA, à UAFA e à WAFU.